# Kalanchoe tetraphylla
Kalanchoe tetraphylla là một loài thực vật có hoa trong họ Crassulaceae. Loài này được H. Perrier miêu tả khoa học đầu tiên năm 1923.